# Muschelkalksteilhänge am Emberg
Koordinaten: 50° 43′ 44″ N, 10° 5′ 22″ O

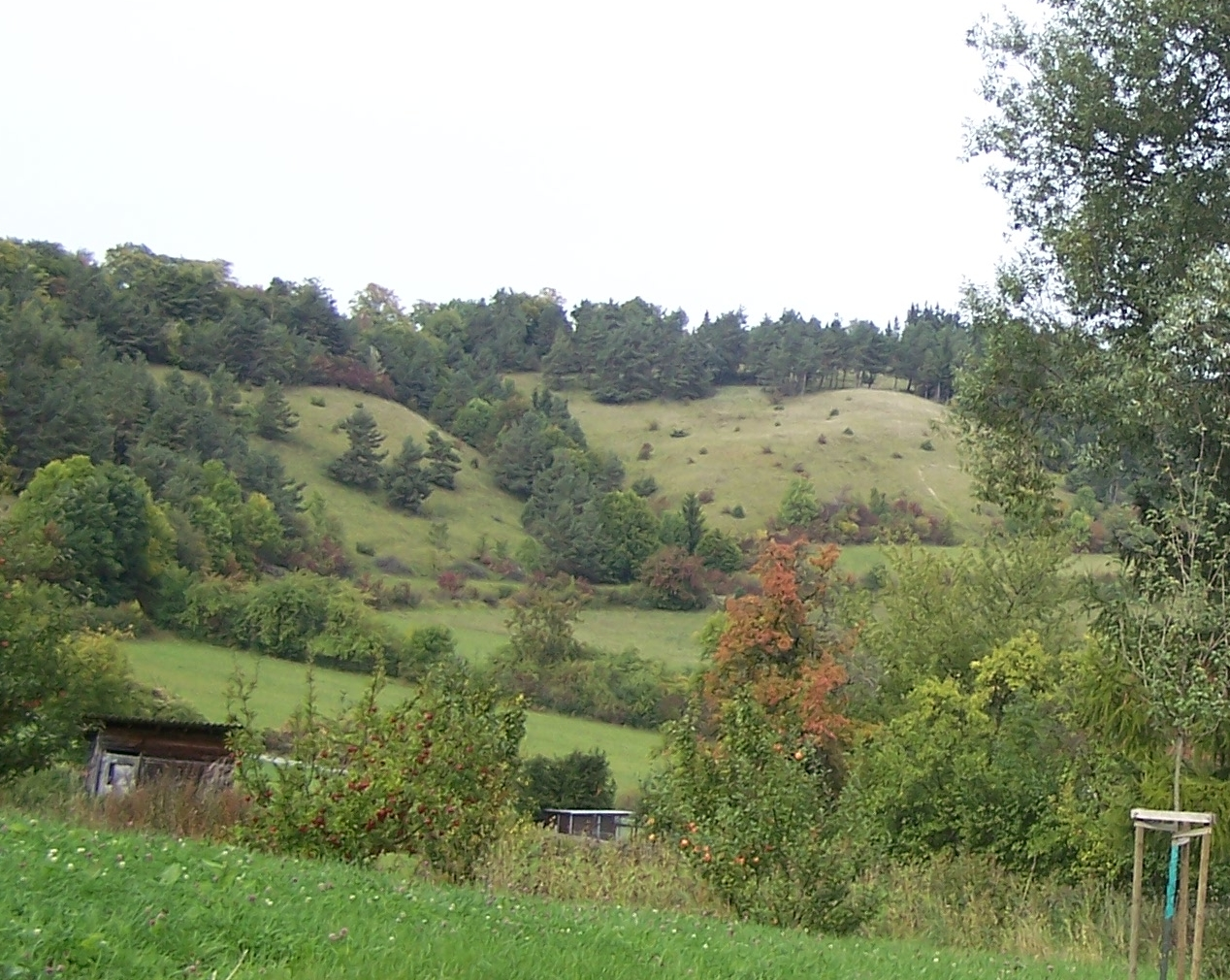
Naturschutzgebiet Muschelkalksteilhänge am Emberg (September 2012)

Das Naturschutzgebiet Muschelkalksteilhänge am Emberg liegt im Wartburgkreis in Thüringen. Es erstreckt sich westlich von Oberalba, einem Ortsteil der Gemeinde Dermbach. Am südlichen Rand des Gebietes verläuft die Landesstraße L 1026.

## Bedeutung
Das 18,1 ha große Gebiet mit der NSG-Nr. 352 wurde im Jahr 1997 unter Naturschutz gestellt.